# Xenuromys barbatus
Xenuromys barbatus е вид гризач от семейство Мишкови (Muridae). Видът не е застрашен от изчезване.

## Разпространение и местообитание
Разпространен е в Индонезия и Папуа Нова Гвинея.
Обитава скалисти райони, гористи местности и хълмове.

## Описание
На дължина достигат до 30,5 cm, а теглото им е около 975,3 g.